# Nisko
Nisko è un comune urbano-rurale polacco del distretto di Nisko, nel voivodato della Precarpazia.
Ricopre una superficie di 142,44 km² e nel 2005 contava 22 814 abitanti.
Qua è nata l'economista e commissario europeo Danuta Hübner.